# Гільов-Лог
Гільо́в-Лог (рос. Гилёв-Лог) — село у складі Романовського району Алтайського краю, Росія. Адміністративний центр Гільов-Логівської сільської ради.

## Населення
Населення — 934 особи (2010; 1170 у 2002).
Національний склад (станом на 2002 рік):
- росіяни — 88 %